# Geiersberg
Geiersberg osztrák község Felső-Ausztria Riedi járásában. 2022 januárjában 505 lakosa volt.

## Elhelyezkedése

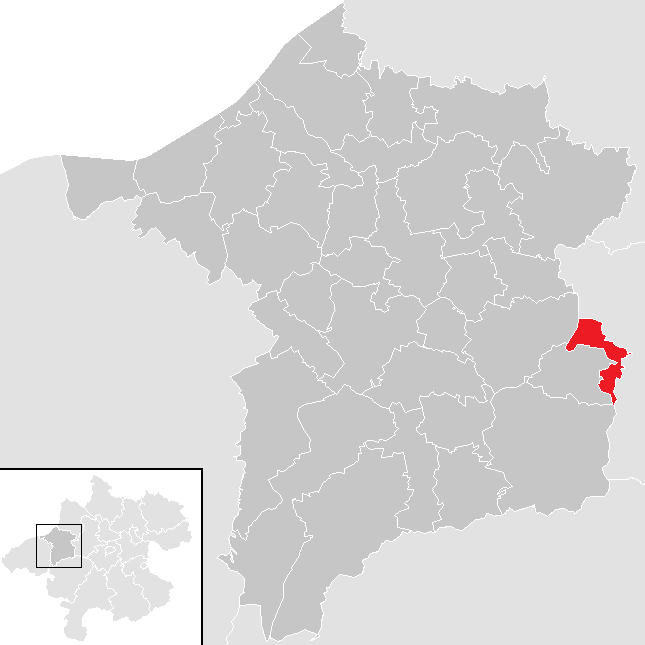
Geiersberg a Ried im Innkreis-i járásban

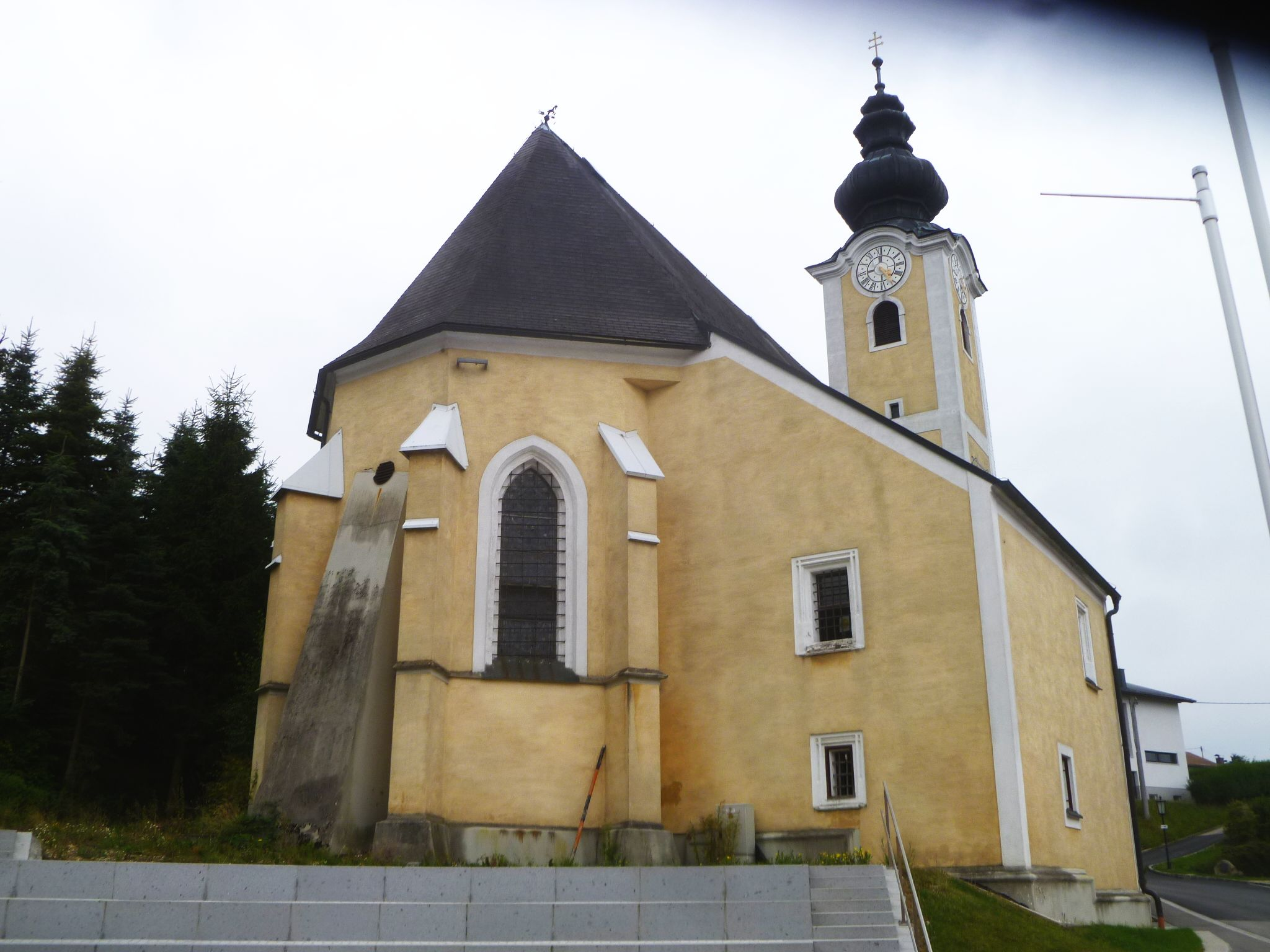
A Szt. Leonhard-plébániatemplom

Geiersberg a tartomány Innviertel régiójában fekszik, az Innvierteli-dombságon mentén. Területének 16,5%-a erdő, 73,3% áll mezőgazdasági művelés alatt. Az önkormányzat 11 települést és településrészt egyesít: Geiersberg (181 lakos 2022-ben), Gstöcket (3), Hinteregg (25), Kruglug (28), Leiten (36), Oberleiten (39), Oberrühring (16), Pramerdorf (66), Rödham (56), Rödt (18) és Schernham (37).
A környező önkormányzatok: délnyugatra Sankt Marienkirchen am Hausruck, északnyugatra Hohenzell, északkeletre Pram, keletre Haag am Hausruck.

## Története
A régió 1779-ig Bajorországhoz tartozott; ekkor a bajor örökösödési háborút lezáró tescheni béke Ausztriának ítélte az Innviertelt. A napóleoni háborúk alatt a falu rövid időre visszatért a francia bábállam Bajországhoz, de 1816 után végleg Ausztriáé lett.
Geiersberg közsaégi önkormányzata 1850-ben alakult meg. 1911-ben a községet az akkor létrehozott Grieskircheni járáshoz csatolták, de kérésükre 1923-ban visszakerült a Riedi járásba.
Az 1938-as Anschluss után a települést a Harmadik Birodalom Oberdonaui gaujába sorolták be. A háborút követően Geiersberg visszatért Felső-Ausztriához. 1947-ben módosították a határát, mert a falu templomtól délre eső része addig St. Marienkirchenhez tartozott.

## Lakosság
A geiersbergi önkormányzat területén 2021 januárjában 505 fő élt. A lakosságszám 1910 óta 450-550 között ingadozik. 2019-ben az ittlakók 97,5%-a volt osztrák állampolgár; a külföldiek közül 0,4% a régi (2004 előtti), 1,6% az új EU-tagállamokból érkezett. 2001-ben a lakosok 99,1 %-a római katolikusnak, 0,2% pedig felekezeten kívülinek vallotta magát. Ugyanekkor a legnagyobb nemzetiségi csoportot a németek (98,5%) mellett a horvátok alkották 1,3%-kal.
A népesség változása:

| 2016 | 528 |
| 2018 | 519 |

## Látnivalók
- a Szt. Leonhard-plébániatemplom

## Fordítás
- Ez a szócikk részben vagy egészben  a   Geiersberg (Oberösterreich) című német Wikipédia-szócikk ezen változatának fordításán alapul.  Az eredeti cikk szerkesztőit annak laptörténete sorolja fel. Ez a jelzés csupán a megfogalmazás eredetét és a szerzői jogokat jelzi, nem szolgál a cikkben szereplő információk forrásmegjelöléseként.